# Астрономія в Грузії

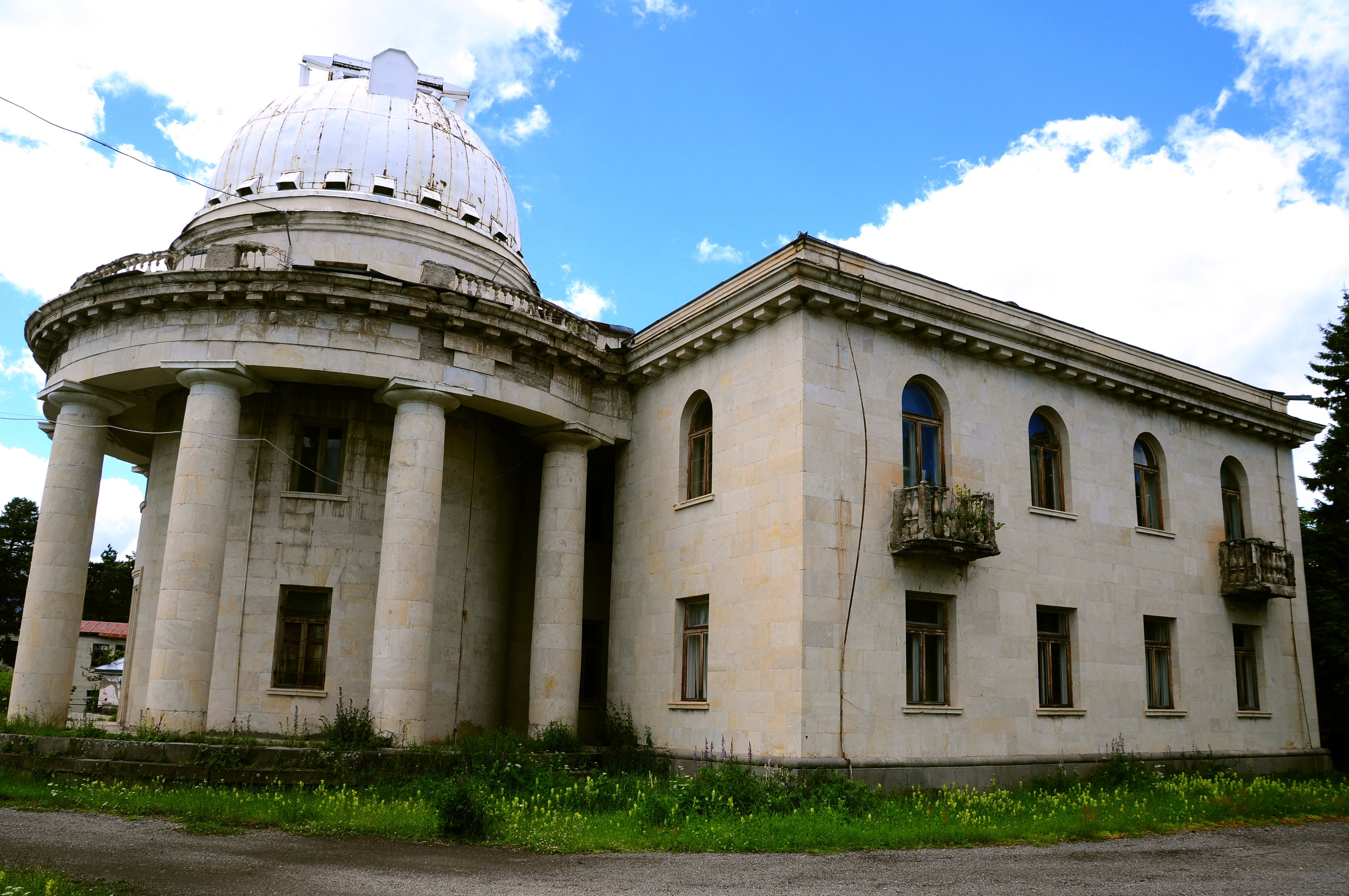
Абастуманська астрофізична обсерваторія

Астрономія в Грузії представлена Абастуманською астрофізичною обсерваторією у складі Державного університету Іллі, а також іншими університетами й установами. Тематика досліджень охоплює тіла Сонячної системи (зокрема, навколоземні астероїди), фізику Сонця, зоряну астрономію (включаючи подвійні зорі та розсіяні скупчення), активні ядра галактик, космологію, теоретичну астрофізику.

## Історія

### Стародавня історія
З грузинських історичних манускриптів під назвою "Життя Картлі" відомо, що у Грузії в II ст. до н. е. використовували місячний календар. З цих хронік також відомі давні грузинські назви планет: Меркурій називався Джімагі, Венера - Мтєбі (що означає "зоря сходу сонця"), Марс - Тархоні (бог війни), Юпітер - Обі (бог грози), Сатурн - Моріге (верховний бог "сьогомого неба", в деяких частинах Грузії також бог порядку). Місячний календар і давні назви планет залишались у вжитку до кінця III ст. н. е.

### Середньовіччя
У грузинських літературних пам'ятках раннього Середньовіччя (IX ст. і пізніше) збереглись згадки про давню термінологію обчислення часу, назви днів тижня, що походять ще з дохристиянської доби, та давньогрузинські місяці, які використовувались до введення в Грузії римського обчислення місяців VI-VII ст. У X столітті був створений календар Івана Грузина, який набув поширення не тільки в Грузії, а й у багатьох інших країнах Азії.
Велика кількість рукописів з викладенням астрономічних знань припадає на XI-XII ст. В цей час Грузія слугувала містком між східною й західною цивілізаціями, і грузинські науковці не тільки досліджували результати грецьких й арабських астрономів, але й проводили власні дослідження й спостереження. Відомо, що грузинський цар Давид IV виконував астрономічні спостереження у власній обсерваторії. У XIII ст. в Тбілісі діяла астрономічна обсерваторія, і її працівників запрошували навіть в Обсерваторію Мараге, побудовану Насіром ад-Діном ат-Тусі. У XIII ст. грузинські астрономи виконали точне за тогочасними мірками визначення широти Тбілісі.

### Грузія в складі Російської Імперії

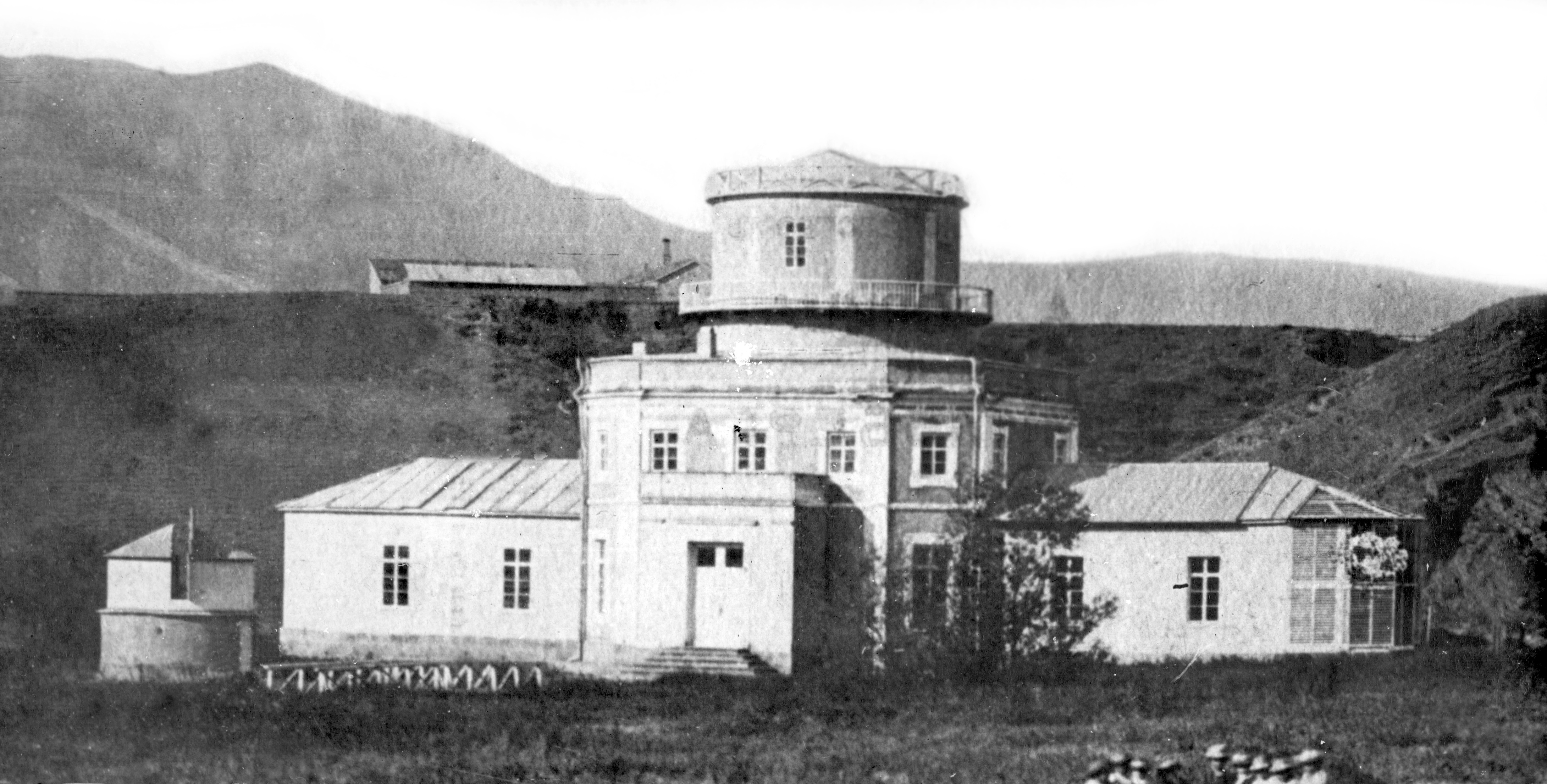
Тіфліська фізична обсерваторія в другій половині XIX ст.

1801 року Грузія увійшла до складу Російської імперії, і це поставило перед імперською владою питання організації в Грузії геодезичної й метеорологічної обсерваторії, зокрема, для створення «нуль-пункту», від якого проводилися б відліки висот над рівнем моря й до якого б прив'язувалися б всі геодезичні вимірювання. Місцем для такої обсерваторії був обраний Тбілісі, який імперська влада називала Тіфлісом. Обсерваторія була створена в кінці 1830-х років, після чого кілька разів змінювала назву й місце розташування. Зрештою, в 1861 році вона переїхала на своє теперішнє місце, а з 1867 називалась Тіфліська фізична обсерваторія. Науковою роботою обсерваторії з Санкт-Петербургу керувала Пулковська обсерваторія, і з ініціативи Отто Васильовича Струве 1860 року в обсерваторії був створений астрономічний відділ. З часом обсерваторія відмовилась від астрономічних досліджень і сконцентрувалась на метеорологічних спостереженнях. Трифутовий меридіанний круг Репсольда був переданий Одеській обсерваторії в обмін на 11 метеорологічних та фізичних приладів. Тепер у будівлі обсерваторії знаходиться Музей геофізичних наук Грузинської національної академії наук.
У 1890-х роках російський астроном Сергій Глазенап провів спостереження подвійних зір за допомогою 22-сантиметрового рефрактора, встановленого на 4-метровій башті на горі над курортом Абастумані. Відмінна якість атмосфери дозволила йому навіть за допомогою такого невеликого інструмента розрізняти зорі в системах з малою кутовою відстанню між компонентами. Ці результати привернули увагу науковців і спонукали до створення в Абастумані великої астрономічної обсерваторії. В 1900 році було оголошено про збір пожертв, однак за часів Російської імперії обсерваторія так і не було створена.

### Радянський період
Абастуманська астрофізична обсерваторія була заснована в 1932 році, ставши першою астрономічною радянською обсерваторією, побудованою в гірському районі. Місце для обсерваторії на висоті 1650 м над рівнем моря було обрано за атмосферні умови, надзвичайно сприятливі для астрономічних спостережень. 1937 року в обсерваторії встановили перший великий телескоп - 40-сантиметровий рефрактор фірми «Карл Цейс», який працював аж до початку XX століття. Пізніше в Абастумані було встановлено інші великі телескопи, найбільшим з яких став 125-сантиметровий рефлектор. Окрім астрономічних досліджень обсерваторія починаючи з 1930-х років проводила дослідження атмосфери Землі.

### Незалежна Грузія
Після розпаду СРСР ситуація з астрономією в Грузії виявилась складнішою, ніж в інших країнах південного Кавказу. Абастуманська астрофізична обсерваторія продовжила роботу і зберегла свої основні інструменти, значною мірою завдяки зусиллям професора Ломанадзе. Астрономічні спостереження продовжувались значною мірою завдяки ентузіазму спостерігачів, інструменти поступово втрачали якість покриттів дзеркал і були обладнані лише ПЗЗ-камерами любительського класу, обсерваторія мала серйозні проблеми з електронною комунікацією і з залученням молоді до наукової роботи.
До 2007 року Абастуманська астрофізична обсерваторія була інститутом в підпорядкуванні Грузинської національної академії наук, а 2007 році перейшла до складу Державного університету Іллі, щоб поєднати астрономічні дослідження та освіту.

## Освіта
Державний університет Іллі має бакалаврат, магістратуру й аспірантуру з астрономії та астрофізики, а також з наук про атмосферу. Аспірантура з астрономії також наявна в Тбіліському державному університеті та Державному університеті Самцхе-Джавахеті.

## Популяризація астрономії
Абастуманська астрофізична обсерваторія проводить екскурсії, публічні лекції, спостереження неба для гостей обсерваторії. Щороку обсерваторію відвідують тисячі гостей. Науковці обсерваторії читають лекції в школах і бібліотеках країни. Державний університет Іллі організовує щорічні наукові пікніки для школярів і громадськості, на яких астрономія є однією з найпопулярніших активностей. В Грузії діють декілька клубів любителів астрономії, які організовують астрономічні спостереження та публічні лекції. В країні дуже популярна астрофотографія, і деякі грузинські астрофотографи виграють міжнародні призи. Станом на 2018 рік тривало будівництво любительської астрономії біля Тбілісі.